# HR 5256
HR 5256 is een oranje dwerg met een spectraalklasse van K3.V in het sterrenbeeld Grote Beer. De ster met schijnbare magnitude 6,52 bevindt zich 32,84 lichtjaar van de zon.